# Ломкоколосник скальный
Ломкоколосник скальный (лат. Psathyrostachys rupestris) — вид травянистых растений рода Ломкоколосник (Psathyrostachys) семейства Злаки (Poaceae).

## Ботаническое описание
Многолетнее травянистое растение. Стебли 30—50 см высотой, голые и гладкие, тонкие, внизу окутанные сероватыми, более или менее волокнистыми остатками старых влагалищ. Листья узколинейные, около 1 мм шириной, голые, сосредоточены у основания стеблей.
Колосья цилиндрические, 3,5—6,5 см длиной, 0,5—0,6 см шириной, светло-зелёные; членики оси колоса 2—3 мм длиной, по ребрам ресничатые. Колоски 1—1,2 см длиной; колосковые чешуи тонко-шиловидные, немного короче колосков, 0,8—1 см длиной, шероховатые; нижняя цветковая чешуя ланцетная, с неясными жилками, 0,7—0,85 см длиной, заострённая в короткую, шероховатую ость 2—4 мм длиной, волосистая (волоски довольно редкие), или почти голая лишь в верхней половине с редкими волосками. Цветение в мае — июне.

## Распространение и экология
Эндемик России, Дагестан, Ботлихский, Буйнакский, Гергебильский, Гунибский, Кайтагский, Левашинский, Унцукульский, Хунзахский, Цумадинский и Шамильский районы. В трещинах скал.

## Охрана
Вид внесён в Красные книги России и Дагестана (охраняется в природных парках «Верхний Гуниб» и «Хунзахский»).
Культивируется в ботаническом саду Махачкалы.

## Синонимы
- Hordeum rupestre F.N.Alex. (1902)basionym
- Hordeum rupestre var. intermedium F.N.Alex. (1902)
- Psathyrostachys rupestris var. intermedia (F.N.Alex.) Tzvelev (1976)